# Flaga Malezji
Flaga Malezji składa się z biało-czerwonych pasów używanych od XVII wieku, przez Imperium Majapahit, obejmującego między innymi całą Malezję. Liczba 14 pasów oznaczających 13 stanów kraju i stolicę Malezji – Kuala Lumpur (podobnie jak flaga USA). Za czasów władzy Brytyjskiej, w rogu flagi umieszczono Union Jack, zaś po uzyskaniu niepodległości, został on zastąpiony półksiężycem i gwiazdą – symbolami islamu, głównej religii państwa, a barwa niebieska tworzy wraz z bielą i czerwienią zestaw barw typowy dla wschodniej Azji. Proporcja flagi wynosi 1:2.
Flaga została przyjęta 16 września 1963 roku.

Flaga Federacji Malajskiej 1950–1963
Flaga Związku Malajskiego 1896–1950